# Lithocarpus obscurus
Lithocarpus obscurus C.C.Huang & Y.T.Chang – gatunek roślin z rodziny bukowatych (Fagaceae Dumort.). Występuje naturalnie w południowych Chinach – w południowo-wschodnim Tybecie oraz zachodniej części Junnanu. 

## Morfologia
PokrójZimozielone drzewo dorastające do 30 m wysokości.
LiścieBlaszka liściowa ma podługowaty kształt. Mierzy 10–19 cm długości oraz 4–8 cm szerokości, jest całobrzega, ma uszkowatą nasadę i tępy lub ostry wierzchołek. Ogonek liściowy jest nagi i ma 3–7 mm długości.
OwoceOrzechy o stożkowatym kształcie, dorastają do 10–14 mm długości i 15–20 mm średnicy. Osadzone są pojedynczo w miseczkach w kształcie kubka, które mierzą 6–8 mm długości i 10–15 mm średnicy. Orzechy otulone są w miseczkach do połowy ich długości.

## Biologia i ekologia
Rośnie w wiecznie zielonych lasach. Występuje na wysokości od 1500 do 2500 m n.p.m. Owoce dojrzewają od października do listopada.